# Lotos (satellite)
Lotos est une famille de satellite d'écoute électronique russe dont le premier exemplaire a été lancé en 2009. Ce type de satellite qui est utilisé pour obtenir des renseignements à partir des émissions électromagnétiques d'appareillages électroniques (radars...) prend la suite de la série des Tselina. La nouvelle série est développée dans le cadre du programme Liana destiné à rapatrier les compétences stratégiques russes se retrouvant en territoire étranger à la suite de l'éclatement de l'Union soviétique en 1991. Le développement des Lotos rencontre de nombreux déboires liés principalement à la désorganisation de l'économie russe qui se traduisent par un glissement important du planning et des performances à peine supérieures à celles des Tselina pourtant conçus 30 ans auparavant.

## Contexte: les satellites Tselina
Le développement des premiers satellites d'écoute électronique débute en Union soviétique en 1964 avec la construction des Tselina. Les Tselina sont chargés de détecter et identifier les radars terrestres et embarqués (ELINT). Plusieurs variantes sont produites. Les Tselina-O (déployés entre 1967 et 1982) recensent tous les radars tandis que les Tselina-D (déployés ente 1970 et 1992) déterminent leur position précise et leurs caractéristiques. La génération suivante, les Tselina-2 (déployés entre 1984 et 2004) combinent les deux rôles (recensement, localisation, caractérisation). Elle permet également la récupération des données par les utilisateurs finaux en temps réel via des satellites de télécommunications relais situés en orbite géostationnaire. Une petite sous-série, les Tselina-R (4 satellites déployés entre 1986 et 1993), emporte également une charge utile expérimentale permettant d'intercepter les communications (COMINT). En parallèle, les séries des US-P, US-A puis US-PM, sont mis au point pour l'écoute des émissions électroniques navales dans le but de guider les missiles anti-navires embarqués sur les navires de surface et les sous-marins. Les satellites US-P puis US-PM sont déployés entre 1974 et 2006 et les satellites US-A lancés entre 1965 et 1988.
Les principales entreprises impliquées dans le développement de ces satellites sont le bureau d'études Ioujnoïe situé à Dnepropetrovsk, aujourd'hui en Ukraine, qui conçoit et construit les satellites Tselina, KB Arsenal de Leningrad qui construit les satellites US-P/US-A et TsNIRTI de Moscou qui fournit les charges utiles ELINt.

## Historique du projet Lotos

### Le projet soviétique de remplacement des satellites d'écoute électronique
Dans les années 1980, les première études sur une nouvelle génération de satellites électronique sont lancées. Deux constellations de satellites sont prévues. Des satellites ELINT, baptisés Tselina-", reprenant la principale fonction de la génération précédente (Tselina et US-X) doivent être placés sur des orbites comprises entre 800 et 2000 kilomètres. Des satellites construits par ISS Reshetnev (à l'époque NPO PM) doivent par ailleurs être placés en orbite géostationnaire pour intercepter les communications (COMINT). Mais l'éclatement de l'Union soviétique fin 1991 entraine un arrêt du projet. Au cours des années suivantes jusque dans les années 2000, l'écoute électronique est assurée de manière intermittente par quelques satellites US-PM et Tselina-2 lancés de temps à autre, ces derniers étant désormais construits dans une Ukraine devenue indépendante.

### Le projet Liana
En août 1993, en pleine crise économique, les autorités russes donnent leur feu vert pour le lancement du projet Liana (liane en français) qui reprend les objectifs des études précédentes. Le ministère de la défense russe passe contrat avec TsNIRTI maître d'œuvre et constructeur de la charge utile et du segment sol et KB Arsenal constructeur de la plateforme des futurs satellites. Pour répondre aux besoins divergents de l'Armée de terre (plus précisément du service des renseignements russes, le GRU) et de la marine de guerre russe, les responsables russes décident en 1994 de développer deux variantes du satellite d'écoute électronique. Les Lotos (en français lotus) doivent remplacer les Tselina tandis que les Pion-NKS prennent la suite des US-PM (analyse des signaux maritimes) mais également des US-A (reconnaissance radar navale). Les responsables russes prévoient de développer les deux familles en tentant de maximiser le nombre de composants communs notamment la plateforme. Tous emportent une charge utile passive de type ELINT mais les Pion-NKS emportent en plus un radar actif. L'Institut de technologie radio TsNIRTI (ou Institut Berg), choisi pour sa maîtrise de la guerre électronique, définit le cahier des charges du programme Liana et en particulier de la charge utile baptisée Bars que doit emporter les satellites Lotos.

### Un développement chaotique
Le développement du programme Liana va connaitre toutes les vicissitudes communes à l'industrie de la défense russe de cette époque : sous-financement, fuite des cerveaux, pilotage de mauvaise qualité, détérioration des infrastructures. Ces problèmes seront aggravés par la perte des sous-traitants ukrainiens. Selon les plans originaux, les deux types de satellite doivent être placés en orbite par une fusée Zenit fabriquée par la société  Ioujnoïe qui est également le constructeur historique des Tselina. À la suite de l'éclatement de l'Union soviétique en 1991, ce constructeur se retrouve en territoire ukrainien. En 1996-1997, le mot d'ordre des dirigeants russes est de ne plus dépenser un rouble en Ukraine et les responsables du programme décident de remplacer le lanceur ukrainien Zenit par la fusée russe Soyouz-2-1.b. Mais la capacité de celles-ci est nettement inférieure à celle des Zenit et la masse des deux types de satellite doit être revue à la baisse. Ces bouleversements entrainent la nécessité de réduire de 30% la masse du satellite tout en repoussant l'entrée en production du nouveau système. La charge utile devant être réduite d'un facteur 2,5 à 2,8, les ingénieurs russes doivent modifier la conception du système en passant au tout numérique, ce qui permet en contrepartie de déléguer à l'ordinateur embarqué le soin de pointer les instruments vers les sources des émissions électroniques. On enlève une antenne basse fréquence, ce qui diminue la précision de la localisation des sources radio.
Le premier lancement des satellites ainsi modifiés doit avoir lieu en 2004 mais le projet subit des retards importants liés à la mise au point de la plateforme qui est entièrement nouvelle. Ces problèmes touchent en particulier le système de régulation thermique. Pour accélérer les travaux, les responsables du projet renoncent en 2002 au développement de cette plateforme et décident de la remplacer par le bus Iantar utilisé par des satellites d'observation de la Terre Resours et conçu par le bureau d'étude Progress implanté à Samara. L'adaptation à cette nouvelle plateforme est entérinée par un contrat signé entre Progress et KB Arsenal signé en avril 2002 mais la conception du satellite ne semble avoir été réellement figée qu'en 2006. La durée de vie des Lotos et des Pion-NKS est fixée respectivement à quatre et cinq ans.
Différents problèmes techniques et financiers débouchent sur la décision de développer une première version allégée Lotos-S (14f138) lancée par une Soyouz-U avant le lancement de la version opérationnelle (baptisée de manière non officielle Lotos-S1) par une fusée Soyouz-2-1.b plus puissante. La charge utile de la version opérationnelle comporte deux modules alors que le prototype n'en comporte qu'un seul. Au bout du compte, le nouveau satellite s'avère beaucoup plus coûteux que son prédécesseur Tselina tout en apportant un accroissement semble-t-il faible des performances.

## Vie opérationnelle
Pour qu'elle remplisse ses objectifs, la constellation Liana doit comprendre au minimum deux satellites Pion-NKS et deux satellites Lotos.
Le premier exemplaire du nouveau satellite, de type Lotos-S (version allégée), arrive sur le pas de tir de Plessetsk en juillet 2009. Mais il doit être renvoyé à KB Arsenal car il a subi une contamination par des particules d'huile due aux mauvaises conditions d'assemblage. Une partie de l'établissement KB Arsenal avait été en effet sous-loué pour servir d'entrepôt à conteneurs générant un trafic de poids-lourds sources de la contamination. Finalement le satellite est lancé le 20 novembre et placé sur une orbite de 200 x 905 km avec une inclinaison de 67,2° qui est circularisée à 905 x 890 km. Le satellite emporte une charge utile scientifique : l'expérience Nuklon est destinée à détecter des rayons cosmiques à haute énergie. Différentes sources non officielles indiquent que le satellite souffre de dysfonctionnements importants - déploiement d'antennes inopérant, etc. - et qu'il serait incapable de remplir sa mission principale.
Le lancement de la version opérationnelle du satellite, prévu en 2012, est repoussé sans doute à la suite des problèmes rencontrés par la version allégée. Finalement le 25 décembre 2014, le premier exemplaire de cette version est lancé par une fusée Soyouz-2-1b. Le quatrième exemplaire est placé en orbite début 2021. À cette date, seuls les deux derniers satellites étaient encore opérationnels. Quatre autres exemplaires ont été commandés en 2017 et doivent être déployés au cours des années à venir. Courant 2021, un seul satellite Pion-NKS a été placé en orbite alors qu'il en faudrait deux et que la construction du deuxième satellite ne semble pas avoir débuté.
| Date             | Modèle              | Lanceur     | Base de lancement | Orbite                          | Catalogue NASA | Résultat                              | Autres caractéristiques        |
| ---------------- | ------------------- | ----------- | ----------------- | ------------------------------- | -------------- | ------------------------------------- | ------------------------------ |
| 20 novembre 2009 | Lotos-S (prototype) | Soyouz-U    | Plessetsk         | altitude 900 km inclinaison 67° | 2009-063A      | plusieurs anomalies de fonctionnement | Transporte l'expérience Nuklon |
| 25 décembre 2014 | Lotos (série)       | Soyouz-2-1b | Plessetsk         | altitude 900 km inclinaison 67° | 2014-086A      |                                       |                                |
| 2 décembre 2017  | Lotos (série)       | Soyouz-2-1b | Plessetsk         |                                 | 2017-076A      |                                       |                                |
| 25 octobre 2018  | Lotos (série)       | Soyouz-2-1b | Plessetsk         |                                 | 2018-082A      |                                       |                                |
| 2 février 2021   | Lotos (série)       | Soyouz-2-1b | Plessetsk         |                                 | 2021-008A      |                                       |                                |
| 7 avril 2022     | Lotos (série)       | Soyouz-2-1b | Plessetsk         |                                 | 2022-036A      |                                       |                                |
| 30 novembre 2022 | Lotos (série)       | Soyouz-2-1b | Plessetsk         |                                 | 2022-163A      |                                       |                                |
| 27 octobre 2023  | Lotos (série)       | Soyouz-2-1b | Plessetsk         |                                 | 2023-165A      |                                       |                                |
| 4 décembre 2024  | Lotos (série)       | Soyouz-2-1b | Plessetsk         |                                 | 2024-230A      |                                       |                                |

## Caractéristiques techniques
Le satellite Lotos est long de plus de 7 mètres pour un diamètre de 2,7 mètres. Sa masse de 5  à   6 tonnes lui permet d'être placé en orbite basse par un lanceur Soyouz. Le satellite Lotos utilise la plateforme Iantar dont le développement remonte à la fin des années 1960 et qui est utilisée par tous les satellites de reconnaissance optique russes. La plateforme comprend un système de propulsion composé d'un moteur-fusée principal d'une poussée de 2,94 k newtons et de plusieurs petits propulseurs d'une poussée de 5 à 100 newtons utilisés pour le contrôle d'attitude et les petites corrections orbitales. Ces moteurs brûlent un mélange hypergolique de UDMH et de peroxyde d'azote pressurisé par de l'hélium. Le satellite emporte 900 kg d'ergols. Le système de contrôle d'attitude permet d'effectuer un pointage avec une précision de 0,2 minute d'arc et une dérive de 17 secondes d'arc par seconde.

### Charge utile
Les caractéristiques de la charge utile Bars-SM de type ELINT développée par l'Institut de technologie radio TsNIRTI ne sont pas connues de manière précise. Visuellement, la charge utile comprend quatre antennes formant une croix fixées à une des extrémités du satellite. Du fait des dimensions de la coiffe du lanceur Soyouz, la longueur des antennes est plus courte que celle des Tselina mais selon un document diffusé par son concepteur en 2008, la miniaturisation des composants permet malgré cette contrainte de capter les signaux en ondes longues. Toujours selon son constructeur, Bars-SM présente plusieurs améliorations : il permet d'analyser une partie du spectre radio plus étendue et permet de déterminer leurs sources avec une précision accrue. Selon des articles de presse non sourcés, la précision serait 100 fois meilleure que la génération précédente. Contrairement à ces derniers, Bars-SM transforme le signal analogique en signal numérique et transmet l'information aux utilisateurs finaux dans un format directement exploitable. Les données sont transmises via un système baptisé Trakon-MTS (ou BAPI) développé par le bureau d'études OKB MEI. Les échanges peuvent utiliser quatre canaux différents dont l'un s'appuie sur les satellites relais circulant en orbite géostationnaire.

## Segment terrestre
Les satellites du système Liana, Pion-NKS et Lotos, sont gérés depuis le centre de contrôle Titov situé à Krasnoznamensk près de Moscou qui a déjà en charge la plupart des satellites militaires russes. Les stations de réception sont réparties dans deux réseaux : d'une part celui hérité des satellites Tselina-2 qui comprend les stations terriennes de Krona et de Baikal d'autre part la station Nagins-9 (ou Dubrovo) située 60 kilomètres à l'est de Moscou et utilisée par la marine de guerre russe pour réceptionner les données des satellites US-P et US-A. Des équipements de réception des données satellitaires, adaptés au moins pour certains aux spécificités de la nouvelle génération de satellite, sont installés à bord des navires de surface et des sous-marins russes. Les données sont utilisées notamment pour les missiles anti-navires transhorizons comme le Tsirkon dont la vitesse atteint Mach 8 et la portée 1000 kilomètres.

## Bilan du programme Liana
Le nombre actuel de satellites d'écoute électronique en orbite du programme Liana (Lotos et Pion-NKS) n'est pas suffisant pour identifier toutes les cibles potentielles en particulier les navires qui par définition se déplacent en permanence. La précision des localisations est insuffisante pour les missiles anti-navires à longue portée comme le Tsirkon. Si les navires maintiennent le silence radio, seul le radar des Pion-NKS permet de les localiser, or avec un seul satellite de ce type en orbite, la couverture est nettement insuffisante. Par ailleurs, il n'existe plus en 2021 qu'un seul satellite relais Loutch en orbite géostationnaire qui à lui seul ne peut couvrir qu'une partie d'une hémisphère. En synthèse, le programme Liana ne répond pas en 2021 aux besoins de la Marine de guerre russe.

## Système successeur
Deux systèmes d'écoute électronique russe sont en projet sans que leur statut précis soit connu courant 2021 :
- Akvarel (en français aquarelle), évoqué pour la première fois en 2013, est un système SIGINT en orbite basse, donc qui se définit comme le successeur de Liana. Le projet est pris en charge par le constructeur de satellites ISS Reshetnev (contractant principal) et TsNIRTI (charge utile). Seules des informations très fragmentaires sur des sous-systèmes ont été publiées.
- Repei est un système COMINT dont l'existence a filtré de manière accidentelle via une photo d'un panneau d'information prise lors d'une visite du ministre de la défense russe sur le site de ISS Reshetnev. Il comprendrait des satellites en orbite géostationnaire et d'autres placés sur une orbite de Molnia. Le projet semble avoir été lancé en septembre 2014. Les satellites seraient fabriqués par ISS Reshetnev et placés en orbite par une fusée Angara A5.